# 삼산초등학교 (전남)
삼산초등학교는 대한민국 전라남도 해남군에 있는 공립 초등학교이다.

## 학교 연혁
구 삼산초등학교
- 1929. 11. 삼산공립보통학교 개교
- 1941. 04. 01 삼산공립국민학교 개명

삼화초등학교
- 1950. 06 삼화국민학교 개교

삼산남초등학교
- 1946. 10. 14 삼산국민학교 개교
- 1948. 08. 20 현 위치로 이동
- 1981. 03. 07 삼산남국민학교 병설유치원 개원
- 1992. 03. 01 용동분교장 통폐합
- 1996. 03. 01 삼산남초등학교로 교명 변경

통합 삼산초등학교
- 1998. 03. 01 삼산초등학교로 교명 변경, 신흥분교장 통폐합
- 2000. 09. 01 삼화초등학교를 삼화분교장으로 편입
- 2002. 03. 01 삼화분교장 통폐합
- 2012. 03. 01 제22대 박준수 교장 부임
- 2015. 02. 13 제66회 졸업(졸업생 8명,총 3,645명 졸업)
- 2015. 03. 02 신입생 7명 입학(남 4명, 여 3명)

## 참고 자료
- 삼산초등학교 - 한국교육학술정보원 학교알리미